# Thomas White (Händler)

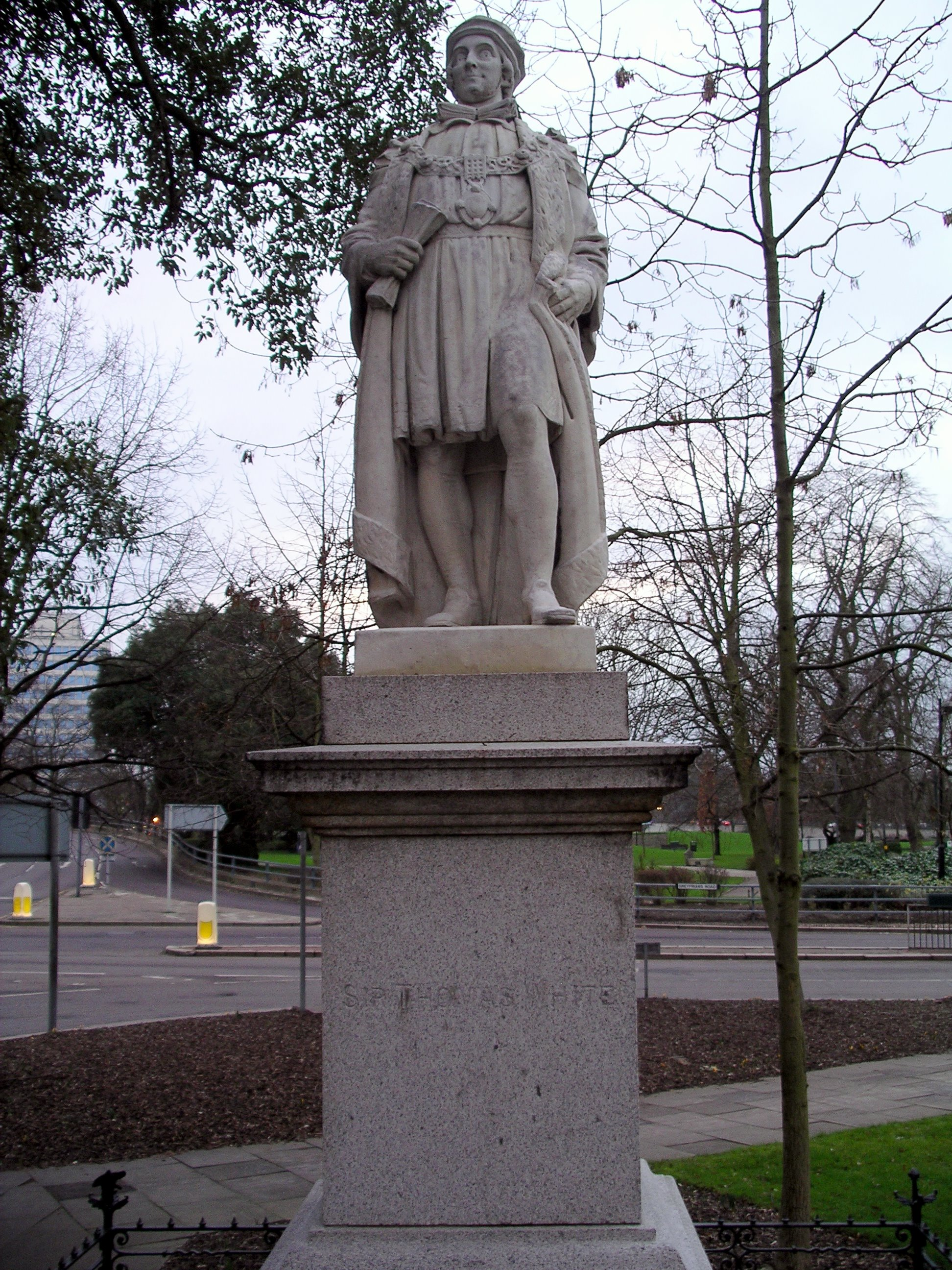
Statue von Thomas White in Coventry

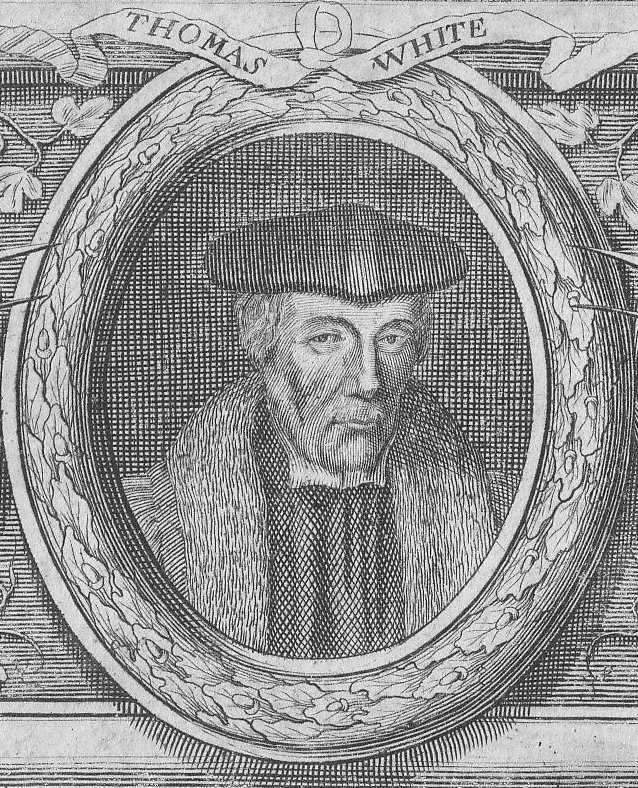
Sir Thomas White, Kupferstich 18. Jahrhundert

Sir Thomas White (* 1492 in Reading, Berkshire; † 12. Februar 1567 in Gloucester Hall, Oxford University, Oxfordshire) war ein englischer Textilhändler, Lord Mayor von London und Gründer des St John’s College in Oxford und der Merchant Taylors’ School in London.
Thomas White war der Sohn des Tuchmachers William White aus Rickmansworth in Hertfordshire und seiner Frau Mary, der Tochter von John Kebblewhite aus South Fawley in Berkshire. Im Alter von zwölf Jahren wurde er zu Hugh Acton, einem prominenten Mitglied der Merchant Taylors’ Company in die Lehre gegeben. Nachdem sein Lehrmeister ihm bei seinem Tod 1520 ein bescheidenes Vermächtnis hinterlassen hatte, machte er sich 1523 im Tuchgeschäft selbstständig und führte bis circa 1535 in dieser Eigenschaft die Merchant Taylors’ Company, bevor er sie erwerben konnte. 
Seit dieser Zeit trat er auch als Wohltäter auf. 1542 und 1545 bewilligte er den Städten Coventry und Bristol größere Darlehen und unterstützte die Kirchengemeinde St. Michael, Cornhill, der er angehörte und die ihn 1544 zum Stadtrat wählte. 1547 wurde er Grafschaftsvogt. 1561 schloss er im Namen seiner Firma einen Treuhandvertrag zugunsten der Stadt Coventry, die nach seinem Tod großzügige Gelder für gemeinnützige und mildtätige Zwecke erhalten sollte. Am 2. Oktober 1553 wurde er in der Gegenwart von Königin Mary durch den Earl of Arundel zum Ritter geschlagen und damit in den Adelsstand erhoben. Am 29. Oktober desselben Jahres wurde er zum Lord Mayor von London berufen. Pracht und Pomp des Festumzuges anlässlich seiner Amtseinführung sind überliefert. Seine Zeit als Bürgermeister war durch diverse Proklamationen und Gesetze gegen Glücksspiel und Tanzvergnügen gekennzeichnet.
Ebenfalls 1553 war er Mitglied der Gerichtskommission im Verfahren gegen Lady Jane Grey ihre Anhänger. 
Nach dem Ende dieser Aufgabe konzentrierte sich White auf mildtätige Projekte außerhalb der Stadt. Sein Freund, Sir Thomas Pope (1507–1559) hatte kürzlich Trinity College in Oxford gegründet, was ihn dazu inspirierte, selbst ein College in der Stadt zu gründen, wo er bereits Ländereien unterhielt. Am 1. Mai 1555 erhielt er die königliche Erlaubnis, ein College „for the learning of the sciences of holy divinity, philosophy and good arts“ (für die Lehre der Wissenschaften der Theologie, Philosophie und der Schönen Künste) zu betreiben, das der Heiligen Jungfrau Maria und St. John Baptist (dem Schutzpatron der Merchant Taylors’ Company) geweiht sein sollte.
1559 erwarb White Gloucester Hall, wo er seine letzten Lebensjahre verbrachte. Ab 1562 litt er zunehmend unter der Krise der Tuchindustrie und geriet in finanzielle Schwierigkeiten. Gleichwohl war er in der Lage, weiter diverse Treuhandfonds zugunsten verschiedener Städte, Londoner Tuchmachergesellschaften und seiner eigenen Angehörigen zu gründen.
Als White am 12. Februar 1567 starb, war er ein armer Mann. Viele der Gelder, die er seinem College oder anderen sozialen Zwecken zukommen ließ, erreichten nie ihr Ziel, sondern wurden von Vermittlern, Treuhändern und sonstigen Mitarbeitern verbraucht.
Sir Thomas war zweimal verheiratet. Seine erste Frau, Avicia, deren Familienname unbekannt ist, starb am 26. Februar 1558. Am 25. November desselben Jahres heiratete er Joan, die Tochter und Miterbin von John Lake aus London und die Witwe von Sir Ralph Warren. Er hatte keine Nachkommen.
Sir Thomas White wird gelegentlich mit seinem Namensvetter Sir Thomas White aus South Warnborough in Hampshire verwechselt, der am selben Tag in den Adelsstand erhoben wurde und dessen Frau Agnes hieß. Die Verwechslung ist umso verständlicher, als die Ländereien dieses Thomas White in South Warnborough ebenfalls in das Vermögen des St John’s College gelangten. Dies allerdings aufgrund einer Schenkung des Erzbischofs Laud, der die Ländereien 1636 von William Sandys erhalten hatte.